# Лосихин, Алексей Валерьевич
Лосихин Алексей Валерьевич (род. 24 июня 1982, Липецк) — актёр, певец, режиссёр, композитор, драматург и поэт.
Один из ведущих актёров Театра Луны под руководством народного артиста РФ Сергея Проханова. Стал известен благодаря своим ролям в мюзикле «Ромео и Джульетта» (Государственный академический театр «Московская оперетта») и сериале «Обручальное кольцо» (Первый канал).

## Биография
Родился в Липецке, занимался в музыкальной школе по классу флейты.. Закончил первый курс Воронежской академии искусств, после чего перевелся в Москву в РАТИ (ГИТИС) на курс народного артиста Сергея Борисовича Проханова. Со второго курса играет в театре Луны. Первые роли на московской сцене в спектаклях Театра Луны «Чарли Ча», «Фауст» и главная роль в детском спектакле «Фанта-Инфанта». После последовало приглашение в независимый музыкальный проект «Сокровища Бразилии».
В 2004 году Алексей с успехом проходит кастинг в российскую версию французского мюзикла «Ромео и Джульетта» на роль Меркуцио. Работа в этом проекте принесла молодому актёру опыт французской школы мюзикла и встречу с замечательным педагогом по вокалу, з.а. России, Натальей Трихлеб.
В 2005 году театре Луны выходят два спектакля с Алексеем «Старый и Новый Фауст» и мюзикл «Лиромания», написанный композитором Александром Журбиным по мотивам трагедии Шекспира «Король Лир». Фактически сразу происходит ввод Алексея на роль Демона в антрепризном проекте «Царица Тамара» по мотивам Лермонтовского «Демона».
Тогда же в 2005 году Алексей объединился в дуэт со своим другом, также актёром театра Луны, Владиславом Ворониным. 12 декабря 2005 года в театре Луны с успехом прошёл их первый совместный концерт. Начинается подготовка к записи альбома, фактически все песни пишет сам Алексей, одну песню им дарит Александр Журбин и одну солист группы «Руки вверх», Сергей Жуков.
В сентябре 2007 состоялась презентация дебютного альбома «Moscow city», 2 песни с которого вошли в ротацию на нескольких региональных радиостанциях.
Алексей является постоянным гостем ведущих московских радиостанций и телеканалов.
В 2008 году Алексей перевел французский мюзикл «Стармания», адаптировав либретто полностью под сегодняшний день, и поставил этот мюзикл со студентами выпускного курса РАТИ Сергея Проханова. Сам Алексей исполнил в этом мюзикле одну из главных ролей, террориста Джонни Рокфора, которая считается одной из самых сложных вокальных партий в истории мировых мюзиклов.
Вслед за «Старманией» в театре Луны выходит спектакль «Коррида», где Алексей снова оказывается на ведущих ролях.
С 2008 по 2011 год снимается в сериале первого канала «Обручальное кольцо» (850 серий). Теленовелла становится победителем премии ТЭФИ-2011 в номинации «Телевизионный художественный сериал — телероман / теленовелла».
Знаковым проектом для Алексея становится премьера мюзикла «Яръ», в котором он выступил в качестве автора, композитора, режиссера и продюсера. Первое шоу состоялась 8 ноября 2014 года в Театре Русская песня, под руководством народной артистки РСФСР Надежды Бабкиной.

## Самодеятельность
Липецкий центр детского творчества (ЦДТ) (1996—1999), руководитель Василий Иванович Журавлёв.
- спектакль «Юбилей», роль Шипучина
- спектакль «Свои люди — сочтемся», роль Подхалюзина
- спектакль «Барышня-крестьянка», роль Рассказчика

Липецкий студенческий театр «Зонг» (1997—1999), руководитель: заслуженный работник культуры РФ Виталий Петрович Трескин.
- спектакль «Папа, папа, бедный папа…», роль в массовке
- спектакль «Власть тьмы», роль Никиты

## Образование
ВГАИ (Воронежская Государственная Академия Искусств), 1-й курс мастерская Ирины Борисовны Сисикиной,
РАТИ (ГИТИС), мастерская народного артиста Российской Федерации Сергея Борисовича Проханова.

## Роли в театре
Театр Луны:
- спектакль «Фанта-Инфанта»
- спектакль «Чарли Ча»
- мюзикл «Лиромания» — Герцог Корнуэльский и Герцог Альбанский
- спектакль «Старый и новый Фауст» — актёр, играющий Мефистофеля и актёр, играющий Фауста
- спектакль «Коррида» — Тирсо де Молина
- мюзикл «Стармания» — Джонни Рокфор
- спектакль «Дориан Грей» — Лорд Генри
- спектакль «Нельская Башня» — исполнитель нескольких ролей: Пьерфон, Гастон-фехтовальщик
- спектакль «Ромео и Джульетта» — Леди Капулетти
- спектакль «Орфей и Эвридика» — Альфредо Дюлак
- спектакль «Антигона» — Гемон

Независимые проекты:
- мюзикл «Ромео и Джульетта» (Меркуцио) — Театр Оперетты
- антреприза «Царица Тамара» (Демон) — проект «Открытая сцена»
- шоу-программа «12 мюзиклов» (исполнил около 6 ролей) — проект Владимира Дыбского
- шоу-программа «Абсент» (исполнил около 8 ролей) — совместный проект с шоу-балетом «Таис»

## Роли в кино
1. сериал «Остановка по требованию — 2», эпизодическая роль (2001)
2. сериал «Поздний ужин», серия — «Поздний ужин с фотографом» — роль Внука, автор сериала — Леонид Млечин (2002)
3. сериал «Не родись красивой» — эпизод, роль Синицкого (2006)
4. х/ф «Майонез» — реж. Александр Терехов, Арсен Петросян (2008)
5. сериал «Обручальное кольцо» — роль Григория Субботина (2008—2011)
6. сериал «Безмолвный свидетель» — эпизод, роль Святозара, 42 серия (2009)
7. сериал «Кулагин и партнёры», серия — «Все ради тебя» — роль Ярослава (2009)
8. сериал «След» — эпизод, роль Кирилла, 308 серия (2009)
9. сериал «Гламур/Успех любой ценой/Столица греха» — эпизод, роль Администратора — сутенера (2009)
10. сериал «Супруги» — серия — «Письмо со свалки», роль Кирилла Шерстобитова (2009)
11. сериал «След» — роль танцора Никиты Агапова, 375 серия «Танго втроем» (2009)
12. сериал «Петровка 38» — роль Петр Пух — конферансье, 3 серия «Шутки в сторону» (2009)
13. сериал «Кулагин и партнёры», серия — «Тонька - золотая ручка» — роль Степан Бородин (2009)
14. сериал «Маргоша» — эпизод, роль Кости, 135 серия (2009)
15. д/фильм «Тайна сериала Обручальное кольцо. Фильм о фильме» (2009)
16. х/ф «Пилъ Курилъ» — роль Владика, реж. Стас Мохначев (2010)
17. сериал «Медиаторы/До суда» — серия «Скелеты в шкафу» роль Эдуарда Кирюшина (2010)
18. сериал «СОБР» — роль Валета, реж. Станислав Мареев (2010)
19. сериал «Не ври мне!» — «Альфонс» роль Стаса Карпова (2010)
20. сериал «Стервы» — роль продюсера Дениса (2010)
21. сериал «Супруги» — серия — «Ревность», роль Сергея Громова (2011)
22. сериал «Кулагин и партнёры», серия — «Проклятье фараона» — роль араба Адджо (2011)
23. сериал «Пока цветет папоротник» — роль Стинга, реж. Евгений Бедарев (2011)
24. сериал «Медиаторы/До суда» — серия 240, роль Трушкина (2011)
25. сериал «Не ври мне!» — «Скоропостижный роман» роль Сергея Моржова (2012)
26. сериал «Следаки» — серия 129 «Невестка» роль Матвея Андреевича Богданова (2012)
27. сериал «Цезарь» — серия 7 роль Константина Тимофеевича Ковалёва, реж. Эльдар Салаватов (2012)
28. сериал «Папины дочки. Суперневесты» — серия 35/405, роль Германа (2012)
29. сериал «Пасечник» — серия 3, 4, роль цыгана Марко, реж. Сергей Быстрицкий (2012)
30. сериал «Деффчонки» — эпизод, роль Учителя танцев, 3 сезон (2013)
31. сериал «Лютый» — роль Ахмеда, реж. Станислав Мареев (2013)
32. сериал «Верное средство» — серия 198, роль мототехника Леонида Нечаева (2014)
33. сериал «Дело врачей» — серия «Дело на миллион» (2014)
34. сериал «Тайны госпожи Кирсановой» — серия 31, 32, 44 роль купца Петра Анисимовича Привалова, реж. Сергей Мезенцев (2018)
35. сериал «Балабол-4» — серия 15, 16 (Бои без правил), роль Селиван, реж. Владимир Мельник (2019)
36. сериал «Пробуждение» — роль Виктора Сечина, реж. Эдуард Парри (2019)
37. сериал «Женская версия-3» — серия 3 «Такси зеленый огонек», роль Эдик Рындин (2020)
38. сериал «Дневник Достоевского» — серия 8, роль Наблюдатель, реж. Валерий Ткачев (2020)
39. сериал «Анна-детективъ-2» — серия 15,16, роль Марио Доницетти, реж. Денис Елеонский (2020)
40. сериал «Свет в твоем окне», реж. Сергей Швыдкой (2020)
41. сериал «Исправительные работы», пилотная серия 1, роль Грек, реж. Роман Артемьев (2021)
42. сериал «Зацепка», серия 7 (Воровка), роль Марков, реж. Анарио Мамедов (2021)
43. сериал «Стая», серия 16, 17, роль наркодилер Толик, реж. Артем Мазунов (2021)
44. сериал «Ангел мести», серия 10, эпизод, роль «Начальник охраны», реж. Дарья Полторацкая (2021)
45. сериал «Вера больше не верит», роль Лепёхина., реж. Сергей Мезенцев (2021)
46. сериал «Сладкая месть», роль следователь майор юстиции Роман Витальевич Огневой, реж. Сергей Мезенцев (2021)
47. короткометражный «Загробный креатив» по рассказу Святослава Логинова, роль Посетитель, реж. Николай Максимов (2022)
48. сериал «Исправительные работы», серия 2-8, роль Грек, реж. Роман Артемьев (2022)
49. сериал «Некрасивая подружка», серия 10 «Палата № 13», роль доктор Киллер, реж. Денис Елеонский (2022)
50. д/фильм «Легенды Кавказа», серия «Шейх Мансур», роль Джованни Батиста Боэтти, реж. Алексей Китайцев, авторский проект Джамбулата Умарова (2022)
51. сериал «Кулагины», серия 21 (На волоске), роль Эстет, реж. Мурад Алиев (2022)
52. сериал «Сержант — 2», роль Рэд, реж. Евгений Семенов (2022)
53. сериал «Екатерина» 4 сезон: Фавориты, роль Александр Семенович Макаров, реж. Дмитрий Петрунь (2022)
54. сериал «Макс и Гусь», серия 5, роль Следователь (Опер), реж. Денис Павлов (2023)
55. сериал «Золотое дно», роль Соискатель (эпизод), реж. Илья Ермолов (2023)
56. сериал "Мотиватор", роль Воображение, реж. Лика Крылаева (2023)
57. короткометражный "Сейчас вылетит птичка", роль Феликс Корадубян, реж. Николай Максимов (2023)
58. сериал "Это Клиника", роль фокусник Твист, реж. Леонид Гардаш (2023)
59. сериал "По-другому", роль телеведущий Борис Коваль, реж. Денис Елеонский (2024)
60. сериал "Самозванец", роль Детектив, реж. Алан Дзоциев (2024)
61. сериал "Похищение", роль майор ОСБ Плетнев, реж. Кирилл Плетнёв (2024)
62. х/ф "Сокровища гномов", роль - Врач, реж. Александр Бабаев (2024)
63. х/ф "Все, что тебя касается", роль - Врач, реж. Александр Войтинский (2024)
64. сериал "Настенька", роль - Игнат Васильевич Синегубов, реж. Пётр Степин (2024)
65. сериал "Вторая сторона правды / Мама поневоле", роль - Олег, реж. Влад Николаев (2024)
66. сериал Операция "Карпаты", 2 сезон, роль - Майор, реж. Михаил Агранович (2024)
67. короткометражный "Любить Нельзя Использовать", роль Максим, реж. Николай Максимов (2025)
68. сериал "Первокурсницы-2", роль - Александр, реж. Алёна Корчагина (2025)
69. сериал "Удар", роль - Вячеслав, серия 19, 20, реж. Сергей Терещук (2025)

## Роли в клипах
- дуэт Маста М и Мадона-Ма — С новым годом (2010)
- группа «Биссектриса» — Нужны мне эти слова (2011)

## Режиссёрские работы
- спектакль по Жану Полю Сартру «За закрытой дверью» (студенческая работа на курсе С. Б. Проханова, РАТИ (ГИТИС) 2003 год)[5]
- мюзикл «Стармания» (работа со студентами РАТИ (ГИТИС), 2008 год)[5]
- шоу мюзиклов «Абсент» (шоу-программа с балетом «Таис», 2012 год)[6]
- мюзикл «Яръ» (Театр «Русская песня», 2014 год)[5]
- спектакль «Новогодние приключения Петрушки 2016» (Центральный дом работников искусств (ЦДРИ), 2015)

## Дискография
Синглы
- 2016 — «Зной» https://itunes.apple.com/ru/album//1153663589
- 2016 — «Радио» https://itunes.apple.com/ru/album//1171336153?i=1171336435
- 2018 — «Крым» https://itunes.apple.com/ru/album//1391524150
- 2019 — «Магниты» https://itunes.apple.com/ru/album//1453281676

Соло
- 2008 — «Я пришёл» https://www.realmusic.ru/albums/26526
- 2011 — «Раздвоение личности» https://www.realmusic.ru/albums/26530
- 2012 — «Тридцатилетие. Live»

Совместно с Владиславом Ворониным
- 2006 — «Солисты московских мюзиклов»
- 2007 — «Moskow city»[7]
- 2009 — «Ангел Хранитель»